# San Pedro Tetitlán
San Pedro Tetitlán är en ort i Mexiko.   Den ligger i kommunen San José Miahuatlán och delstaten Puebla, i den sydöstra delen av landet, 230 km sydost om huvudstaden Mexico City. San Pedro Tetitlán ligger 1 183 meter över havet och antalet invånare är 1 214.
Terrängen runt San Pedro Tetitlán är varierad. Runt San Pedro Tetitlán är det ganska glesbefolkat, med 35 invånare per kvadratkilometer. Närmaste större samhälle är Ajalpan, 14,9 km nordost om San Pedro Tetitlán. Trakten runt San Pedro Tetitlán består till största delen av jordbruksmark.